# Фаязов, Михаил Гиясович
Михаил (Мамашариф) Гиясович Фаязов (15.06.1925 — 30.10.1990) — командир взвода 175-го гвардейского стрелкового полка 58-й гвардейской стрелковой дивизии 34-го гвардейского стрелкового корпуса 5-й гвардейской армии 1-го Украинского фронта, гвардии лейтенант. Герой Советского Союза.

## Биография
Родился 15 июня 1925 года в поселке Аулие-Ата ныне Республика Казахстан. Узбек. Окончил 10 классов и 2 курса зооветеринарного техникума.
В Красную Армию призван Джамбульским райвоенкоматом Казахской ССР в 1943 году. Участник Великой Отечественной войны с августа 1943 года. В 1944 году окончил ускоренные курсы младших лейтенантов в Ташкентском пехотном Краснознамённом ордена Красной Звезды училище имени В. И. Ленина.
Командир взвода 175-го гвардейского стрелкового полка комсомолец гвардии лейтенант Михаил Фаязов отличился в боях при форсировании реки Одер 23 января 1945 года. Приняв командование ротой, в числе первых переправился на левый берег реки в районе населённого пункта Дёберн (ныне Dobrzeń Wielki, Опольский повят, Опольское воеводство, Польша). Рота под командованием Фаязова захватила плацдарм, отбила несколько контратак противника, участвовала в захвате двух населённых пунктов, разгромила штаб вражеского соединения.
Указом Президиума Верховного Совета СССР от 27 июня 1945 года за образцовое выполнение боевых заданий командования и проявленные при этом мужество и героизм, гвардии лейтенанту Фаязову Михаилу Гиясовичу присвоено звание Героя Советского Союза с вручением ордена Ленина и медали «Золотая Звезда».
После войны некоторое время продолжал службу в рядах Вооружённых Сил СССР. С 1948 года старший лейтенант М. Г. Фаязов — в запасе. Окончил республиканскую партшколу в Ташкенте. Член ВКП(б)/КПСС с 1951 года.
Майор в отставке М. Г. Фаязов жил в городе Чуст Наманганской области Узбекистана. Работал заместителем председателя горисполкома. Умер 30 октября 1990 года.
Награждён орденами Ленина, Красного Знамени, Отечественной войны 1-й степени, медалями.